# Labe - Liběchov
Labe - Liběchov este o arie protejată (arie specială de conservare — SAC, sit de importanță comunitară — SCI) din Republica Cehă întinsă pe o suprafață de 116,93 ha, integral pe uscat.

## Localizare
Centrul sitului Labe - Liběchov este situat la coordonatele 50°22′35″N 14°27′04″E / 50.376389°N 14.451111°E.

## Înființare
Situl Labe - Liběchov a fost declarat sit de importanță comunitară în aprilie 2005 pentru a proteja 1 specie de animale. Situl a fost protejat și ca arie specială de conservare în septembrie 2016.

## Biodiversitate
Situată în ecoregiunea continentală, aria protejată nu include niciun habitat protejat.
La baza desemnării sitului se află o specie protejată de  pești: boarță (Rhodeus amarus).